# Греческая королевская авиация в Гражданской войне в Греции
Греческая королевская авиация (греч.  Ελληνική Βασιλική Αεροπορία  ЕВА), в годы Гражданской войны в Греции (1946—1949) не имела противника в воздухе и почти беспрепятственно осуществляла свои операции против соединений партизанской Демократической армии, что существенным образом повлияло на ход военных действий в этой полуостровной/островной стране с горным рельефом.
Наряду с численным превосходством королевской армии, британской, а затем американской, финансовой, технической и логистической поддержкой, участие в гражданской войне не имевших противника авиации и флота стали факторами победы монархистов и поражения прокоммунистической Демократической армии.

Эмблема ВВС Греции.

Эмблема Демократической армии Греции.

## Прелюдия гражданской войны

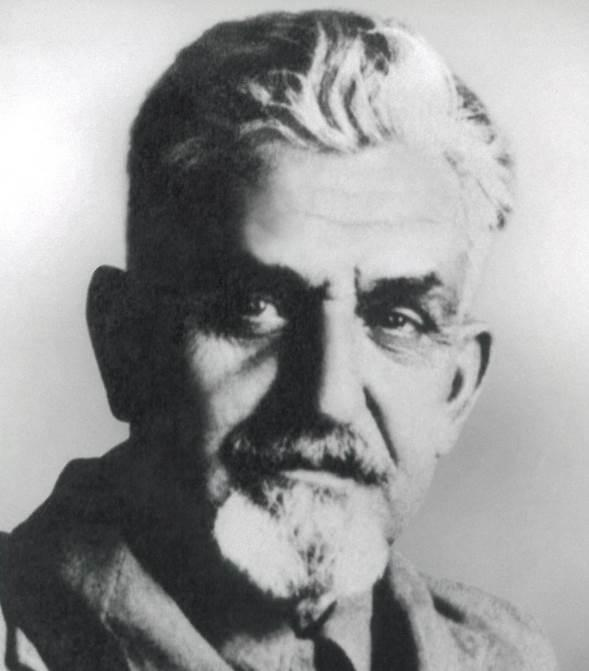
Димитрис Михос. Офицер ВВС Греции, командир партизанских соединений Народно-освободительной армии Греции (ЭЛАС) на полуострове Пелопоннес. С началом Гражданской войны был интернирован в концлагерь

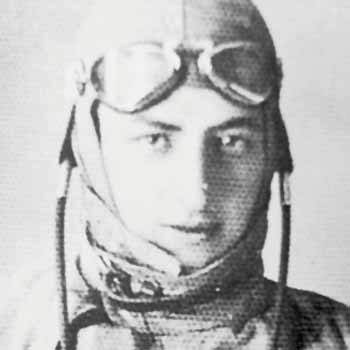
Никос Никитидис — лётчик греческой военной авиации, коммунист. Во время оккупации Греции был командиром батальона 13-го полка ЭЛАС в Центральной Македонии. В годы Гражданской войны руководил офицерской школой Демократической армии

После декабрьских событий 1944 года, руководство компартии Греции и командование Народно-освободительной армии (ЭЛАС) пошло на подписание Варкизского соглашения февраля 1945 года, полагая что таким образом страна придёт к примирению.
Сегодня руководство компартии рассматривает подпись под этим соглашением «недопустимым компромиссом».
Варкизское соглашение предусматривало разоружение всех частей ЭЛАС. Это позволило бандам (συμμοριών) монархистов и бывших коллаборационистов, при попустительстве и поддержке английских войск, начать преследование бывших партизан ЭЛАС и граждан левых убеждений, которое в историографии получило имя «Белого террора».
Бежавшие в горы ветераны Сопротивления первоначально образовали отряды самообороны, которые однако до лета 1946 года не предпринимали наступательных действий.
Условной датой начала Гражданской войны греческая историография считает 31 марта 1946 года, когда группа ветеранов ЭЛАС, под командованием А. Росиоса совершила нападение на жандармский участок в Литохоро, Центральная Македония:Α-295.
Подготавливаясь к военному столкновению по всей стране, греческое правительство сослало в июле 1946 года на острова Икария-Наксос-Фолегандрос 83 (бывших) высших офицеров ЭЛАС:829, среди которых был и бывший командир соединений ЭЛАС на полуострове Пелопоннес, офицер ВВС Д. Михос.
В 1947 году Михос был отправлен в Концентрационный лагерь Макронисос:847.
С ростом партизанских сил и созданием Демократической армии, возникла острая необходимость не только в высших офицерах, но и в прошедшем подготовку младшем командном составе.
В своём большинстве офицеры Демократической армии, в особенности младшие офицеры, не имели военного образования и получали свои воинские звания на поле боя.
С целью частичного разрешения проблемы командных кадров, Демократическая армия создала при своём генштабе «Офицерское Училище Генерального Штаба» (Στρατιωτική Σχολή του Γενικού Αρχηγείου — ΣΑΓΑ).
В действительности это были курсы продолжительностью в несколько месяцев.
C начала ноября 1948 года училище возглавил другой офицер ВВС, Н. Никитидис:860.

## Боевой состав Королевской авиации в гражданской войне
Созданные во время оккупации на Ближнем Востоке греческие 13-я, 335-я и 336-я эскадрильи вернулись в Грецию в ноябре 1944 года. .
После начала Гражданской войны, 335 -я и 336-я эскадрильи, которые до того находились в операционном подчинении британской RAF, были переданы под непосредственный контроль греческого правительства 25 апреля 1946 года и переведены на аэродром Седес в Салоники.
Эти две эскадрильи, базируясь в Седес и используя вспомогательные аэродромы в Фессалии и Македонии, оказывали авиационную поддержку королевской армии в её операциях против Демократической армии по всей стране, но в основном в Центральной и Северной Греции, чьи регионы были основным театром военных действий.
В этих операциях королевская авиация использовала разные модификации самолётов Supermarine Spitfire, а также учебные самолёты North American T-6 Texan / Harvard, которые действовали как самолёты наблюдения, сотрудничавшие с королевской армией, и иногда использовались также для бомбардировки.

### Типы самолётов королевской авиации в Гражданской войне
- Airspeed AS.10 Oxford
- Avro Anson Mk I/XII
- Curtiss SB2C −5 Helldiver
- De Havilland Tiger Moth D.H.82A
- Douglas C-47 Skytrain (Дакота)
- North American T-6 Texan / HARVARD
- Ryan L-17B Navion
- Boeing-Stearman Kaydet PT-13/PT-17
- Stinson L-5 Sentinel
- Supermarine Spitfire Mk Vb/Vc
- Supermarine Spitfire Mk IXe/Mk XVI
- Taylorcraft Auster A.O.P. Mk3
- Vickers Wellington Mk XIII

## Королевская авиация под американским патронажем
В отличие от других стран Европы, восстанавливавших свою экономику после окончания Второй мировой войны, в результате британской интервенции, Греция была ввергнута в новую, разрушительную войну.
Ввергнув Грецию в Гражданскую войну, с её началом Великобритания осознала, что не располагает силами для продолжения своей роли.
12 марта 1947 года, президент Г. Трумэн провозгласил свою доктрину.
Результатом этой доктрины стал План Маршалла, благодаря которому королевское греческое правительство получило американскую помощь в 366 млн долларов, потраченных в основном на гражданскую войну.
Событие ознаменовало официальную «передачу эстафеты» от Великобритании США в греческом вопросе.
Греческая королевская авиация сразу ощутила на себе эту перемену.
Возвращение британской RAF в сентябре 1945 года самолётов Martin A-30 Baltimore, оставило греческую королевскую авиацию без бомбардировщиков удовлетворительных характеристик. Как следствие, операции против укреплённых позиций в горных районах не имели достаточной результативности.
Получение от США пикирующих бомбардировщиков типа Curtiss SB2C-5 Helldiver и их использование 336 -й эскадрильей в значительной степени ускорило окончание войны.
В том же, 1947. году греческая королевская авиация получила новые модификации самолётов Supermarine Spitfire (Mk IXe/Mk XVI), которые были приняты на вооружение новой, 337-й, эскадрильей.

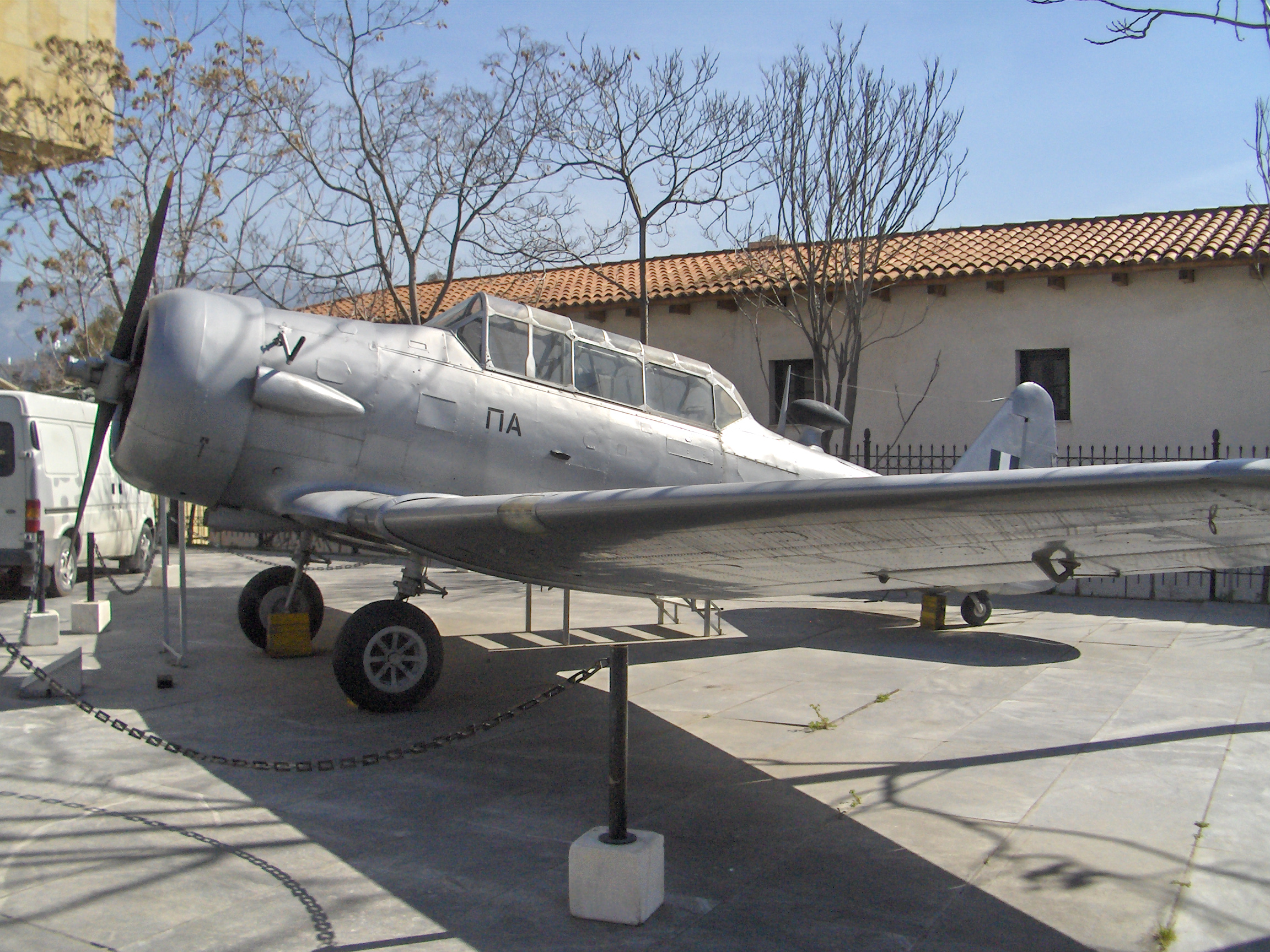
Самолёт North American T-6 Texan. Музей войны (Афины).

В операциях воздушного наблюдения основную роль взяли на себя самолёты North American T-6 Texan / Harvard.

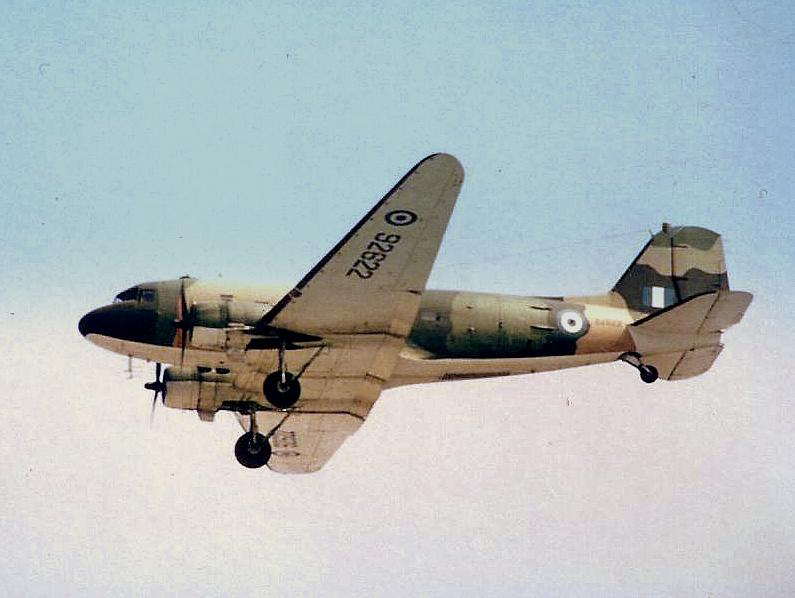
Одна из последних греческих «Дакот», демонстрируемая в лётном состоянии в августе 1983 года.

Одновременно, с получением транспортных самолётов Douglas C-47 (Dakota), греческая авиация впервые получила возможность воздушных военно-транспортных перевозок.
Однако продолжавшееся использование устаревших бомбардировщиков Vickers Wellington MkXIII стало причиной гибели большого числа лётчиков, не связанной каким либо образом с военными действиями.
Следует также отметить ещё одну деталь американского патронажа над греческой королевской авиацией: за десять лет до Войны во Вьетнаме и начиная с 1948 года, в операциях против партизан Демократической армии был использован напалм.

## Последние бои

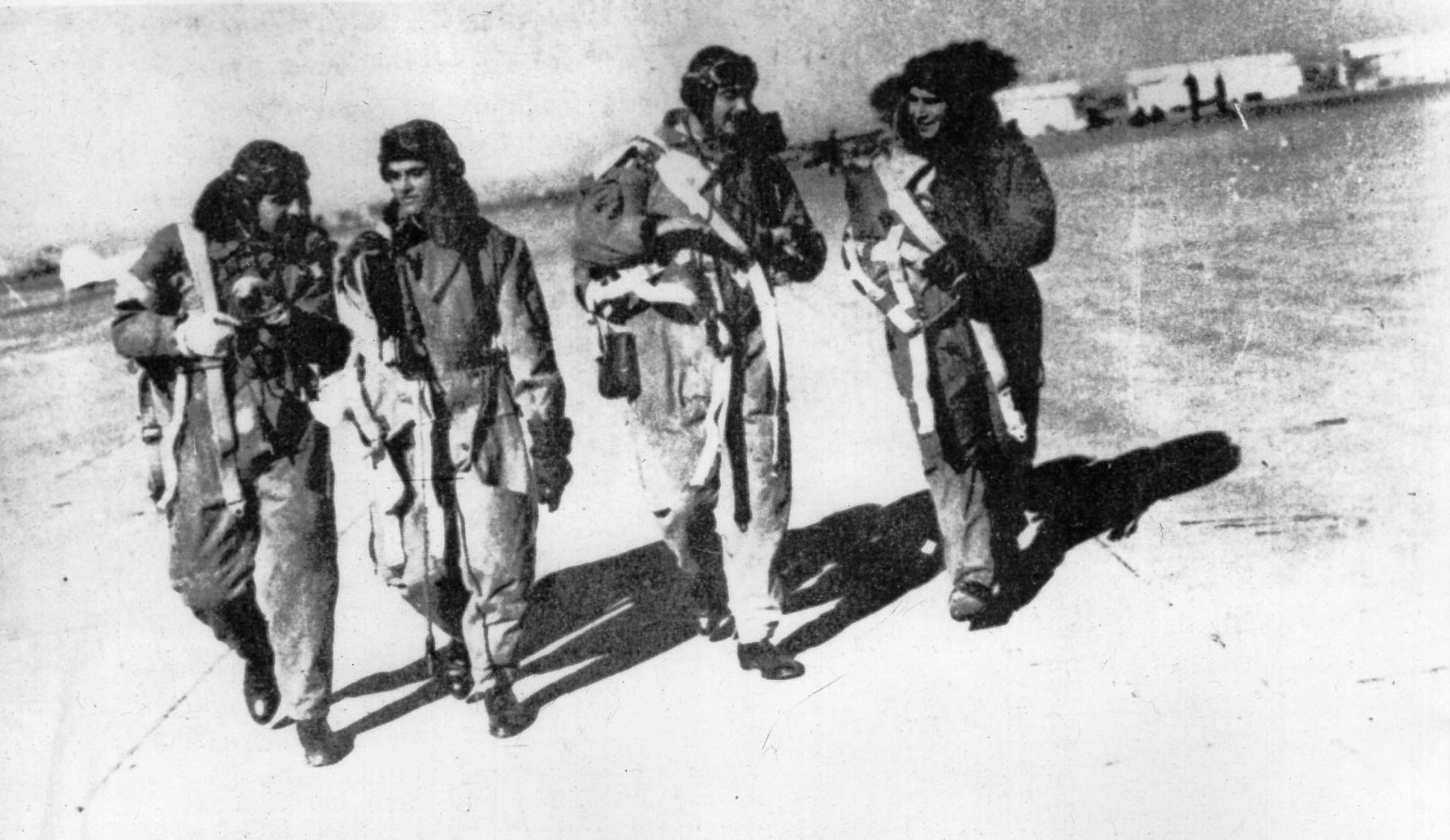
Лётчики королевской авиации на аэродроме Седес, Салоники, в период операций в горах Вици

11 июля 1949 года титовская Югославия, из геополитических соображений и после разрыва отношений с СССР, приняла решение перекрыть греко-югославскую границу, оставив Демократической армии единственный и недостаточный путь для снабжения через Албанию.
К этому времени основные силы Демократической армии были зажаты королевской армией в Западной Македонии и Эпире, на стыке границ Греции, Югославии и Албании.
2-8 августа королевская армия произвела отвлекающую операцию на горном массиве Граммос, под кодовым названием «Факел I» («Πυρσός Α΄»).
10 августа на горном массиве Вици началась операция «Факел II» («ΠΥΡΣΟΣ Β'»).
Были задействованы 6 дивизий, иррегулярные батальоны монархистов, 110 орудий, танки и бронетранспортёры, 87 боевых самолётов (с наблюдательными и другими в общей сложности более 120).
С другой стороны, Демократическая армия располагала в Вици до 8.800 человек, включая вспомогательный персонал и раненных в госпиталях.
После победы в Вици, королевская армия предприняла, операцию Факел III («ΠΥΡΣΟΣ Γ'»).
Наблюдать за операцией положившей конец войне, были приглашены король Павел и американский генерал Ван Флит.
В операции со стороны королевской армии были задействованы 5 дивизий, 1 отдельная бригада, 4 лёгких полка пехоты, 120 орудий, бронетехника и вся королевская авиация.
По разным источникам королевские силы насчитывали от 120 до 180 тысяч человек.
Демократическая армия располагала в горах Граммос 6.500 человек, к которым прибавились 6.000 человек вырвавшихся с гор Вици. В общей сложности 12.500 человек.
В том что касается королевской авиации, она не только не имела противника в воздухе, но и на земле, в этих последних боях, Демократическая армия могла противопоставить ей только 15 зенитных орудий.

## Потери королевской авиации
Несмотря на отсутствие противника в воздухе и слабое противовоздушное вооружение Демократической армии, потери королевской авиации в период 1946—1949 годов были значительными.
Однако из 71 погибших пилотов 42 (!) погибли в ходе тренировочных полётов, отказов двигателей, несчастных случаев не связанных с военными действиями.
Потери отражают возраст и техническое состояние самолётов, в особенности устаревших Vickers Wellington MkXIII, ставших причиной более половины подобных потерь.
В числе погибших в результате авиационной катастрофы был и герой греко-итальянской войны (1940—1941) Маринос Митралексис.
Только 20 пилотов погибли после поражения их самолётов огнём с земли.
Сюда включён и экипаж «Дакоты», сбитой над горным массивом Граммоса миномётом (!), что подтверждает тот факт, что пилоты проводили свои операции в бреющем полёте.
5 пилотов погибли в результате того, что их самолёты врезались в горные вершины в ходе полётов в тумане и непогоду.
К военным потерям следует добавить 4 лётчиков, убитых 30 апреля 1949 года, после того как в их автобус, выезжавший с военного аэродрома Седес (Терми), была брошена граната.

### Эпизод в Карпениси

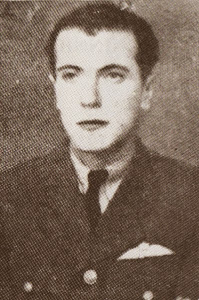
Майор Греческой королевской авиации П. Цукас

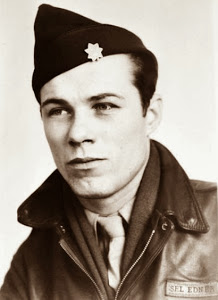
Подполковник ВВС США Selden R.Edner

Одним из самых больших успехов Демократической армии стало занятие города Карпенисион 21 января 1949 года, силами I дивизии «капитана Йотиса» (будущего генсека крмпартии Х. Флоракиса и ΙΙ дивизии «военного гения партизанской войны»:735 «капитана Диамантиса» (Я. Александру):735.
Утром того же дня, вступавшие в Карпенисион партизаны сбили над городом разведывательный самолёт North American Aviation T-6G «Harvard».
Самолёт совершил жёсткую посадку у кладбища Св. Георгия.
Пилот самолёта, эписминаго́с (майор авиации) П. Цукас был тяжело ранен, скончался почти сразу после посадки и был тут же похоронен.
Наблюдателем оказался американский асс Второй мировой войны (Крест лётных заслуг (США)/ Крест «За выдающиеся лётные заслуги» (Великобритания)/ Пурпурное сердце (медаль)), подполковник авиации Selden R.Edner (1919—1949), который отделался лёгкими ушибами.
Американский воздушный музей в Англии именует подполковника Эднера военно-воздушным атташе в Греции.
Судьба подполковника Эднера была печальной. Он был убит на месте партизаном, совершившим в разгар сражения самосуд.
Партизан К. М. (сохранились только его инициалы) предстал перед трибуналом.
Кроме убийства пленного, он был обвинён в том, что лишил партизан возможности обменять американского офицера на заключённых коммунистов.
Американский воздушный музей в Англии утверждает, что Эднер был повешен партизанами в тот же день, однако в американской кинохронике февраля 1949 года чётко оговаривается, что Эднер был застрелен.
Впоследствии на кладбище Св. Георгия был установлен памятник подполковнику Эднеру и майору Цукасу.
Эпизод и по сегодняшний день является важной составляющей антикоммунистической пропаганды в Греции. В обширном списке «Коммунистические преступления в Греции», Х. Флоракису, генсеку компартии и бывшему комдиву I дивизии Демократической армии, инкриминируется ряд имевших место или выдуманных военных преступлений при занятии Карпенисиона, включая убийство Эднера, при этом в подобных изданиях сам Х.Флоракис именуется «мясником Карпенисиона» (σφαγέας του Καρπενησίου).

## После Гражданской войны

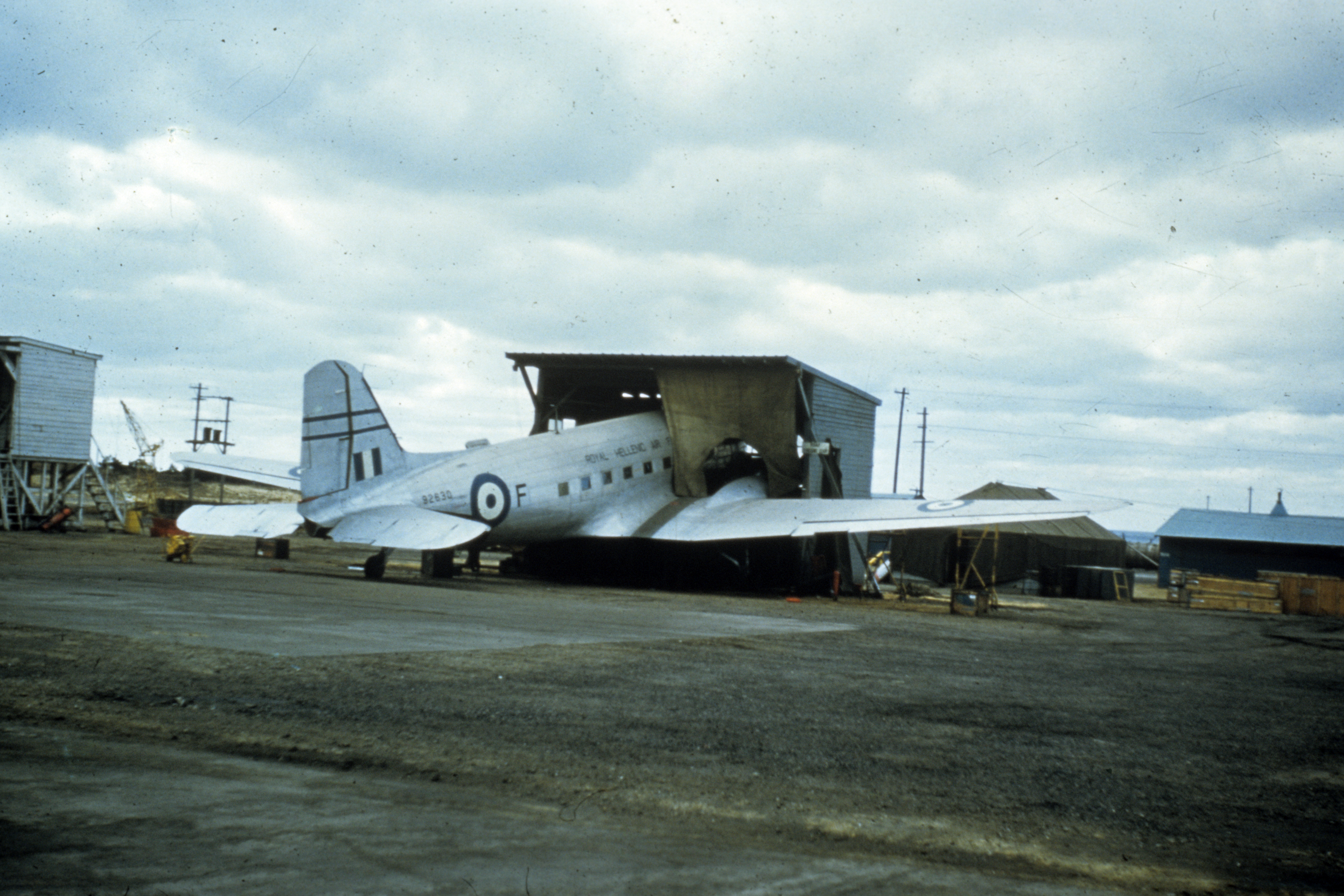
Греческий С-47 на воздушной базе корейского города Анян в 1953 году

Через год после окончания Гражданской войны греческая королевская авиация была привлечена к участию в Войне в Корее.
Семь военно-транспортных самолётов C-47s 13-й воздушной группы (греч. Σμήνος, анг. Flight) с 67 человек офицеров авиации и технического персонала, вылетели из аэродрома военно-воздушной базы Элевсины 11 ноября 1950 года.
Самолёты принадлежали 355-й транспортной эскадрильи, ставшей известной в только что закончившейся Гражданской войне (1946—1949).
В 1952 году, всего 2 года после окончания Гражданской войны, Грецию потрясло т. н. «Дело авиаторов» («Υπόθεση των Αεροπόρων», или «Δίκη των Αεροπόρων»).
Много позже было доказано что «Дело» было сфабриковано.
Н. Акривояннис, курсант «Лётного училища Икаров», был послан в Албанию для ведения разведывательной деятельности, был арестован албанскими властями и расстрелян как шпион.
Однако он был представлен как связной между офицерами Королевской авиации и руководством компартии за границей, что вызвало протесты его отца, подполковника жандармерии.
Целью заговора было доказать, что руководство авиации придерживалось коммунистических убеждений, имело контакты с руководством компартии, находившимся за границей, действовало против королевского режима и саботировало королевскую авиацию.
Перед трибуналом предстали 20 офицеров и техников авиации, включая офицеров с высокими (для авиации) званиями подполковника (в отставке) Т. Метаксаса, майора Н. Додзоглу, капитанов И. Панагулакиса и Э. Зафиропулоса.
Многие офицеры были приговорены к смерти. Исполнение приговора было вскоре отменено, но все приговорённые были изгнаны из авиации.
Через несколько лет все они были реабилитированы.
Второй целью «Дела авиаторов» было создать политическую нестабильность и препятствовать попыткам примирения в стране, предпринятым новым правительством генерала Н. Пластираса (1951—1952).
Кроме попыток примирения, генерал Пластирас препятствовал также отправке греческих пехотных частей в Корею
Расстрел деятеля компартии Н. Белоянниса и его товарищей, вместе с «Делом авиаторов», стал одной из причин ухода генерала Пластираса из политики.
После чего в Корею был отправлен Греческий экспедиционный корпус.